# Idiocera paleuma
Idiocera paleuma är en tvåvingeart som först beskrevs av Alexander 1962.  Idiocera paleuma ingår i släktet Idiocera och familjen småharkrankar. Inga underarter finns listade i Catalogue of Life.